# 대한민국 탄핵심판위원회
탄핵심판위원회(彈劾審判委員會)는 대한민국의 6호 헌법에 의거 설치되었던 대한민국의 옛 중앙행정기관으로 탄핵 전문 헌법상 독립기관이었다. 대법원장을 위원장으로 하고, 대법원 판사 3명과 국회의원 5명으로 구성되었으나, 대법원장을 심판할 때는 국회의장이 위원장을 맡도록 했다. 
탄핵결정에 있어 구성원 6명 이상의 찬성이 필요했으며, 탄핵 결정시 탄핵대상자는 공직으로부터 파면되었고, 이로 인해 민사상, 형사상의 책임이 면제되는 것은 아니었다. 해당 위원회의 기능이 현재 일본 국회 재판관탄핵재판소의 기능이 재판관 탄핵에 있어서 동일하다고 할 수 있겠으나, 대한민국에서 탄핵심판위원회가 실제 탄핵을 실행한 결정례는 현재 없어, 유명무실한 헌법기관이었다.
1972년 12월 27일에 공포된 유신헌법에 의해 탄핵심판위원회가 폐지되고, 헌법위원회가 설치되었다.

## 역대 위원장
대법원장이 겸직하도록 규정되었으나 대법원장이 수사대상에 오를 경우 국회의장을 위원장으로 정하도록 규정하였다.
- 1대 조진만(趙鎭滿) 1962년 12월 ~ 1965년 1월 3일
- 2대 조진만(趙鎭滿) 1965년 1월 4일 ~ 1968년 10월 19일
- 3대 민복기(閔復基) 1968년 10월 21일 ~ 1972년 12월 27일

## 같이 보기
- 헌법재판소
- 탄핵재판소
- 헌법위원회
- 일본 재판관탄핵재판소